# Un grain de folie
Pour plus de détails, voir Fiche technique et Distribution.
Un grain de folie (Knock on Wood) est un film comique américain réalisé en 1954 par Melvin Frank et Norman Panama.

## Synopsis
Jerry Morgan (Kaye) est un ventriloque professionnel qui souffre de problèmes dans sa vie sentimentale : au moment précis où sa relation avec une femme va aboutir au mariage, son mannequin devient jaloux et tout se gâte. À la fin Jerry se laisse persuader de consulter un psychiatre ; il s'agit d'une femme, Ilse Nordstrom (Zetterling), qui tentera de découvrir la source de son problème. Tous les deux bien sûr finiront par tomber amoureux. 
En même temps, Jerry est involontairement mêlé à une affaire d'espionnage. Cet aspect de l'intrigue provoque les moments les plus drôles du film alors qu'il tente d'échapper aux agents secrets, par exemple la scène où Jerry, empruntant l'identité d'un vendeur de voitures, tente de faire la démonstration d'un nouveau cabriolet et n'aboutit qu'à faire retentir des sonneries et des sifflets, sans oublier le moment hilarant vers la fin du film où il se retrouve sur scène au milieu d'un ballet exotique en train d'exécuter un numéro.

## Fiche technique
- Titre original : Knock on Wood
- Titre français : Un grain de folie
- Réalisation : Melvin Frank et Norman Panama, assisté d'Alvin Ganzer (non crédité)
- Scénario : Melvin Frank et Norman Panama
- Direction artistique : Henry Bumstead et Hal Pereira
- Décorateur de plateau : Sam Comer et Ray Moyer
- Costumes : Edith Head
- Photographie : Daniel L. Fapp
- Montage : Alma Macrorie
- Musique : Victor Young (non crédité)
- Chorégraphie : Michael Kidd
- Production : Melvin Frank et Norman Panama
- Société de production : Dena Productions et Paramount Pictures
- Société de distribution : Paramount Pictures
- Pays : américain
- Langue : anglais
- Genre : Comédie
- Format : Couleurs (Technicolor) - 35 mm - 1,85:1 - Son : Mono (Western Electric Recording)
- Durée : 103 minutes
- Dates de sortie :
  - États-Unis : 6 avril 1954 (Los Angeles)
  - États-Unis : juillet 1954 (sortie nationale)
  - France : 15 octobre 1954 (Paris)
- Affiche : Boris Grinsson (France)

## Distribution
- Danny Kaye : Jerry Morgan / Papa Morgan / Clarence
- Mai Zetterling : Docteur Ilse Nordstrom
- Torin Thatcher : Godfrey Langston
- David Burns : Marty Brown
- Leon Askin : Lazlo Gromek, un espion
- Abner Biberman : Maurice Papinek, un espion
- Otto Waldis : Brodnik, un espion
- Gavin Gordon : Un vendeur de voitures
- Steven Geray : Docteur Krüger
- Diana Adams : Princesse Maya
- Patricia Denise : Mama Morgan
- Virginia Houston : Audrey Greene
- Paul England : L'inspecteur en chef Wilton
- Johnstone White : La secrétaire de Langstons
- Henry Brandon : L'homme avec un Trenchcoat
- Lewis Martin : Inspecteur Crawford

Acteurs non crédités
- Kenneth Hunter : Vieil homme
- Philip Van Zandt : Brutchik

## Voix françaises
- Yves Furet	(Danny Kaye)
- Nelly Benedetti	(Mai Zetterling)
- Jean Mauclair	(Torin Thatcher)
- Emile Duard	(David Burns)
- Henry Valbel	(Abner Biberman)
- Roger Rudel	(Otto Waldis )
- Raymond Rognoni	(Steven Geray)
- Therese Rigaut	(Geneviève Aumont)
- Andrée Champeaux 	(Virginia Huston)
- Richard Francoeur (Paul England)
- Camille Guerini	(Alec Harford)
- Jean Clarieux	(Charles Sullivan)
- Henriette Marion

## Anecdotes
- Comme dans un film ultérieur de Kaye, The Court Jester (lui aussi écrit et réalisé par Frank et Panama), le dialogue joue souvent avec la langue, en particulier ici avec les noms des mannequins (« Clarence » et « Terrence ») et les noms aux consonances slaves des espions.
- La chanson titre est une adaptation de Everbody Thinks I'm Crazy du dessin animé 1941 qui a marqué les débuts de Woody Woodpecker. On peut le trouver avec «The Woody Woodpecker Song » sur l'album The Best of Danny Kaye [Spectrum, 2000].
- « Knock on Wood» est également le titre d'une chanson dans un autre film, Casablanca, avec une musique de M.K. Jérôme et des paroles de Jack Scholl. Elle est interprétée par Dooley Wilson (« Sam ») et son orchestre.